# Eslöv (comuna)
Eslöv (em sueco: Eslövs kommun) é uma comuna da Suécia localizada no condado de Escânia. Sua capital é a cidade de Eslöv. Tem 419 quilômetros quadrados e pelo censo de 2018, havia 33 557 residentes.